# داروين كوريا
داروين كوريا (بالإسبانية: Darwin Correa) هو راكب الكنو أوروغواياني، ولد في 23 أغسطس 1977 في إدارة سوريانو في الأوروغواي.

## وصلات خارجية
- داروين كوريا على موقع أوليمبيديا (الإنجليزية)